# Talsarnau
Talsarnau est un village et une communauté du Gwynedd, au pays de Galles.

## Géographie
Talsarnau est situé au sud de l'estuaire de la Dwyryd (en), à 7 km au nord-est de la ville de Harlech. Il est traversé par la route A496 (en) et possède une gare ferroviaire (en) sur la Cambrian Coast Line (en).
La communauté de Talsarnau comprend aussi les villages et hameaux de Eisingrug (en), Llandecwyn (en) et Soar (en).

## Démographie
Au recensement de 2011, la communauté de Talsarnau comptait 550 habitants.